# Schaalia
Genre
Schaalia est un genre de bacilles Gram positifs de la famille des Actinomycetaceae. Son nom fait référence au microbiologiste Klaus P. Schaal, en hommage à ses travaux approfondis portant sur la taxonomie du genre Actinomyces.

## Taxonomie
Ce genre est créé en 2018 par I. Nouioui et al. lors de la révision de l'embranchement des « Actinobacteria » (devenu Actinomycetota) réalisée par cette équipe sur la base de techniques de phylogénétique moléculaire. Il est validé la même année par une publication dans l'IJSEM. En s'appuyant sur le séquençage de génomes complets, et non sur celui d'un seul gène tel que celui de l'ARNr 16S, cette équipe propose la création de 17 nouveaux genres d’Actinomycetota, dont Schaalia. À sa création ce genre se compose donc uniquement d'espèces reclassées, notamment en provenance du genre Actinomyces.

## Liste d'espèces
Selon la LPSN (2022) :
- Schaalia canis (Hoyles et al. 2000) Nouioui et al. 2018
- Schaalia cardiffensis (Hall et al. 2003) Nouioui et al. 2018
- Schaalia funkei (Lawson et al. 2001) Nouioui et al. 2018
- Schaalia georgiae (Johnson et al. 1990) Nouioui et al. 2018
- Schaalia hyovaginalis (Collins et al. 1993) Nouioui et al. 2018
- Schaalia meyeri (Cato et al. 1984) Nouioui et al. 2018
- Schaalia naturae (Rao et al. 2012) Nouioui et al. 2018
- Schaalia odontolytica (Batty 1958) Nouioui et al. 2018 – espèce type
- Schaalia radingae (Wüst et al. 1995) Nouioui et al. 2018
- Schaalia suimastitidis (Hoyles et al. 2001) Nouioui et al. 2018
- Schaalia turicensis (Wüst et al. 1995) Nouioui et al. 2018
- Schaalia vaccimaxillae (Hall et al. 2003) Nouioui et al. 2018